# Jan Janszoon
Jan Janszoon (Haarlem, 1570 circa – ...) è stato un corsaro olandese.
Comunemente noto come Morat Raìs il Giovane, fu il primo Presidente e Gran Ammiraglio della Repubblica Corsara di Salé, Governatore di Oualidia, e un pirata olandese della Barberia, uno dei più famoso dei "Corsari di Salé" del XVII secolo.

## Giovinezza
Jan Janszoon van Haarlem nasce ad Haarlem, nei Paesi Bassi asburgici intorno al 1570. La guerra degli ottant'anni tra i ribelli olandesi e l'impero spagnolo sotto il re Filippo II era iniziata sette anni prima e durò tutta la sua vita. Poco si sa della sua giovinezza, tranne che sposò Soutgen Cave nel 1595 e aveva due figli con lei, Edward e Lysbeth. Circa 5 anni dopo, sposò Margarita, una donna moresca, a Cartagena. Avevano quattro figli: Anthony, Abraham, Phillip e Cornelis.

## Corsa
Nel 1600, Jan Janszoon salpò dal suo porto di origine, Haarlem, come corsaro olandese, lavorando per le Province Unite per disturbare l'azione navale spagnola durante la guerra degli ottant'anni. Lavorare nei Paesi Bassi non era sufficientemente redditizio, quindi Janszoon oltrepassò i limiti imposti dalla Repubblica e si diresse verso le reggenze barbaresche del Nord Africa, dove poteva assaltare navi di qualsiasi stato straniero: quando attaccava una nave spagnola, per esempio, spiegava la bandiera olandese; quando ne attaccava un'altra, spiegava la mezzaluna rossa dei turchi o la bandiera di uno qualsiasi dei vari principati del Mediterraneo. Durante questo periodo abbandona la sua famiglia olandese.

## Cattura dai corsari barbareschi
Janszoon fu catturato nel 1618 a Lanzarote (una delle Isole Canarie) dai corsari barbareschi e portato ad Algeri come prigioniero. Lì fu islamizzato e divenne un "rinnegato". È stato ipotizzato da alcuni che la conversione fu forzata. Lo stesso Janszoon, tuttavia, ha cercato di convertire duramente cristiani europei e si mostrava molto religioso. Dopo la conversione all'Islam, navigò con il corsaro Sulayman Rais, noto anche come Slemen Reis (originariamente un olandese di nome De Veenboer che aveva conosciuto prima della sua cattura e che, come Janszoon, aveva scelto di convertirsi all'Islam) e con Simon de Danser. Ma, poiché Algeri aveva concluso la pace con diverse nazioni europee, non era più un porto adatto da cui commerciare le navi catturate e il bottino. Così, dopo che Sulayman Rais fu ucciso da una palla di cannone nel 1619, Janszoon si trasferì nell'antico porto di Salé e cominciò a operare da lì come un corsaro barbaresco.

## Repubblica di Salé
Nel 1619, i corsari di Salé dichiararono il porto una repubblica indipendente libera dal Sultano. Istituirono un governo costituito da 14 leader dei pirati e elessero Janszoon come loro presidente. Avrebbe anche servito come Grande Ammiraglio della marina. La flotta di Salé ammontava a circa diciotto navi, tutte molto piccole a causa dell'entrata del porto poco profonda.
Il Sultano del Marocco, dopo un fallito assedio della città, riconobbe la sua semi-indipendenza. Contrariamente alla credenza popolare che il Sultano Zaydan al-Nasir avesse rivendicato la propria sovranità su Salé, il Sultano approvò semplicemente l'elezione di Janszoon come Presidente nominandolo ufficialmente come suo governatore.
Sotto la sua guida, gli affari salentini prosperarono. Le principali fonti di reddito di questa repubblica rimasero la pirateria e il conseguente commercio dei merci rubate. Janszoon mostrò in questa situazione intelligenza e grandi capacità di comando.
Divenne molto ricco dalle sue entrate come ammiraglio piratesco, pagamenti per l'ancoraggio, altre spese portuali, e l'intermediazione di beni rubati. 

### Supplica della famiglia olandese
Stanco dei suoi nuovi doveri ufficiali, partì nuovamente per un'avventura pirata. Nel 1622, Janszoon e i suoi equipaggi salparono dalla Manica senza un piano particolare, tentando la fortuna in quelle acque. Quando furono a corto di rifornimenti, attraccarono al porto di Veere, in Zelanda, sotto la bandiera marocchina, rivendicando i privilegi diplomatici dal suo ruolo ufficiale di ammiraglio del Marocco. Le autorità olandesi non potevano negare l'accesso delle due navi a Veere a causa dell'esistenza di numerosi trattati di pace e accordi commerciali tra il Sultano del Marocco e la Repubblica olandese. Durante il suo ancoraggio lì, le autorità olandesi portarono al porto la sua prima moglie olandese e i suoi figli olandesi per convincerlo a rinunciare alla pirateria; le autorità fecero lo stesso con molti degli equipaggi dei pirati, senza riuscirci. Janszoon e il suo equipaggio lasciarono il porto con nuovi volontari olandesi, nonostante il divieto di pirateria vigente in terra olandese.

## Razzie importanti

### Lundy
Nel 1627 Janszoon conquistò l'isola di Lundy nel Canale di Bristol e la tenne per cinque anni, usandola come base per le spedizioni.

### Grindavík
Nel 1627, Janszoon usò uno "schiavo" danese (molto probabilmente un membro dell'equipaggio catturato su una nave danese conquistata precedentemente) per guidare lui e i suoi uomini in Islanda. Lì hanno fatto razzia nel villaggio di pescatori di Grindavík. I loro guadagni furono scarsi, ma catturarono anche dodici islandesi e tre danesi che si trovavano nel villaggio. Quando lasciarono Grindavík riuscirono a ingannare e catturare una nave mercantile danese che stava passando grazie a una bandiera falsa.
Le navi quindi salparono verso Bessastaðir, sede del governatore danese dell'Islanda, per fare razzia lì ma non furono in grado di giungere a riva - si dice che furono ostacolati dal fuoco dei cannoni delle fortificazioni locali (Bessastaðaskans) e da un gruppo di lancieri rapidamente radunati dalla penisola meridionale, così decisero di ritornare verso Salé, dove i loro prigionieri vennero venduti come schiavi.
Due navi corsare da Algeri, probabilmente collegate all'attacco di Janszoon, arrivarono in Islanda il 4 luglio e la saccheggiarono. Quindi navigarono verso Vestmannaeyjar al largo della costa meridionale e vi fecero razzia per tre giorni. Questi eventi sono noti collettivamente in Islanda come Tyrkjaránið (i rapimenti turchi), in quanto gli stati barbareschi erano nominalmente parte dell'impero ottomano.
Racconti degli islandesi ridotti in schiavitù sulle navi corsare hanno affermato che le condizioni per donne e bambini erano migliori, in quanto erano autorizzati a muoversi su tutta la nave, tranne che al quarto piano. Hanno visto dare cibo extra ai bambini dalle loro ceste private, e che una donna che ha partorito a bordo di una nave è stata trattata con dignità. Gli uomini furono messi nelle stive delle navi e le loro catene furono rimosse una volta che le navi furono abbastanza lontane da terra. Nonostante le affermazioni popolari, i captivi islandesi non hanno menzionato gli stupri subiti dagli schiavi. Guðríður Símonardóttir e altri sono tornati in Islanda.

### Sacco di Baltimora, Irlanda
Nel 1631, dopo aver navigato per due mesi e con poco bottino, Janszoon si rivolse a un prigioniero preso nel viaggio, un cattolico romano di nome John Hackett, per avere informazioni su dove sarebbe stato possibile effettuare una razzia proficua. I residenti di Baltimora, una piccola città nel Cork occidentale, in Irlanda, erano odiati dal cattolico irlandese perché si erano insediati su terre confiscate al clan O'Driscoll. Hackett avrebbe diretto Janszoon in questa città, che, il 20 giugno 1631, fu razziata e poco più di 108 persone furono ridotte in schiavitù e vendute in Africa settentrionale. Poco dopo il sacco, Hackett fu arrestato e impiccato per il suo crimine. Solo due degli abitanti dei villaggi irlandesi non hanno mai più rivisto la loro patria.

### Razzie nel Mar Mediterraneo
Molti dei grandi profitti furono ottenuti tramite incursioni nelle isole del Mediterraneo come le Isole Baleari, la Corsica, la Sardegna, la costa meridionale della Sicilia. Spesso vendeva la maggior parte della sua mercanzia a Tunisi, dove divenne un buon amico dei Dey. È noto per aver navigato nel Mar Ionio. Combatté i veneziani vicino alle coste di Creta e Cipro con una squadra corsara composta da giannizzeri olandesi, moreschi, arabi e turchi.

## Cattura dai Cavalieri di Malta e liberazione
Nel 1635, vicino alla costa tunisina, Murat Reis fu sorpreso da un attacco improvviso e si trovò in inferiorità numerica. Lui e molti dei suoi uomini furono catturati dai Cavalieri di Malta, dove trascorse i successivi cinque anni, nelle famigerate e oscure segrete dell'isola. È stato maltrattato e torturato, gli effetti del suo carcere si rivelarono dannosi per la sua salute e il suo benessere. Nel 1640 riuscì a malapena a scappare dopo un massiccio attacco corsaro, attentamente progettato dal Dey di Tunisi per salvare i marinai e i corsari tunisini. Tornò in Marocco nel 1640, con grandi onori e lodi, e fu nominato governatore della grande fortezza di Oualidia, vicino a Safi, in Marocco. Risiedette nel castello di Maladia. Nel dicembre del 1640 arrivò un console olandese con una nave, che portò Lysbeth Janszoon van Haarlem, la figlia di Janszoon dalla sua prima moglie olandese, a far visita al padre. Quando Lysbeth arrivò, Janszoon "era seduto su un tappeto, con cuscini di seta e i servi intorno a lui", molto invecchiato. Lysbeth rimase con suo padre fino all'agosto del 1641, quando tornò in Olanda. Poco si sa di Janszoon da allora in poi; probabilmente si ritirò dalla vita pubblica e dalla pirateria. La data della sua morte rimane sconosciuta.

## Vita privata
Nel 1596 nacque il primo figlio di Janszoon, Lysbeth Janszoon van Haarlem, da una  donna olandese sconosciuta.
Dopo essere diventato corsaro, incontrò una donna a Cartagena, in Spagna, che sposò. L'identità di questa donna è vaga, ma vi è consenso sull'origine ibrida, considerata "moresca" in Spagna. Da questo matrimonio, Janszoon ebbe quattro figli: Abraham Janszoon van Salee (nato nel 1602), Philip Janszoon van Salee (nato nel 1604), Anthony Janszoon van Salee (nato nel 1607) e Cornelis Janszoon van Salee (nato nel 1608).
Si ipotizza che Janszoon si sposò per la terza volta con la figlia di Sultan Moulay Ziden nel 1624.